# Henry Ogg Forbes
Henry Ogg Forbes (30 de enero de 1851 - 27 de octubre de 1932) fue un explorador, ornitólogo y botánico escocés.
Forbes era hijo del reverendo Alexander Forbes, MA, y Maria Ogg, su esposa. y nació en Drumblade, Huntly, Aberdeenshire. Fue educado en Aberdeen Grammar School, la Universidad de Aberdeen y el Universidad de Edimburgo, el comenzó su actividad principalmente en las Molucas y Nueva Guinea, se desempeñó como director del Museo de Canterbury en Nueva Zelanda entre 1890 y 1893, y, finalmente, se trasladó a Liverpool, Inglaterra, donde se desempeñó allí como director de consultoría de museos hasta su muerte. Se le menciona en A Short History of Nearly Everything por Bill Bryson.
El zoólogo William Alexander Forbes, que murió en una expedición a África Occidental en 1883, era amigo de H.O.Forbes y compañero de clase en la Universidad de Edimburgo; el libro A Naturalist's Wanderings in the Eastern Archipelago está dedicado a él.
- La abreviatura «H.O.Forbes» se emplea para indicar a Henry Ogg Forbes como autoridad en la descripción y clasificación científica de los vegetales.[6]